# 威廉·希利·沙利文
威廉·希利·沙利文（英語：William Healy Sullivan，1922年10月12日—2013年10月11日）生于美国罗得岛州克兰斯顿，美国外交官。

## 生平
沙利文1943年自布朗大学毕业，在毕业典礼上作为学生代表致词。毕业后，加入美国海军，成为漢柏頓號驅逐艦的乘员，隨船赴北大西洋护航，并在北美及意大利活动，后加入诺曼底登陆的D日行动，以及进入日本冲绳的行动。
在军人法案的帮助下，他获得了哈佛大学与塔夫茨大學弗莱彻学院授予的联合学位。此后他加入美国外交界，被派往泰国曼谷，其间与流亡泰国北部的越南南方民族解放阵线取得联系。后来他先后被派往印度加尔各答、日本东京、意大利那不勒斯及罗马、荷兰海牙。
1961年，作为W·埃夫里尔·哈里曼的代表，先后参加在日内瓦召开的有关老挝前途问题的谈判，以及处理古巴导弹危机。越南战争爆发后，他調往西貢擔任美國駐南越大使館副館長。
1964年12月23日到1969年3月18日，他出任美国驻老挝大使。任内提出与北越谈判，以开始巴黎和谈，结束美国对越南战争的卷入。根据此前美国总统肯尼迪的命令，美国在老挝的所有军事行动均要在大使的直接监督下进行。他作为美国驻老挝大使，参与了404计划，并运用其过去担任海军炮官的经验参与指挥了轰炸胡志明小道的行动，以减少平民伤亡。他的这种对军事行动的限制令他和美军的关系不佳。
在离开老挝后，他回到华盛顿以协调美国参加巴黎和谈。此后，1973年8月6日到1977年4月26日，他担任美国驻菲律宾大使。在任期间，南越垮台，他策划了成千上万越南難民从南越经菲律宾撤离的行动。他说服菲律宾总统费迪南德·马科斯同意逃来菲律宾的南越海军靠岸，借口稱这些海军船只在南越政府倒台后事实上已是美国的财产，拒绝了新的越南共产主义政府索回这支海军的要求。
1977年到1979年，他出任美国驻伊朗大使。到任时间恰好在美国总统吉米·卡特1977年12月访问并会见伊朗国王巴列维前不久。1970年代，美国与伊朗的军事及经济关系密切。但在1978年初，伊朗通货膨胀等经济问题日益严重，伊斯兰原教旨主义以及其他反对国王的势力抬头。1978年，伊朗国内形势突然恶化，美国政府对驻伊朗大使馆的指示不多。1978年末，沙利文告诉华盛顿方面，需要考虑政治解决，以防军事手段无法保证国王的统治，国王离开伊朗。1979年1月，美国白宫要求沙利文通知国王，美国政府感到国王需要离开伊朗。次年2月1日，流亡海外的阿亚图拉霍梅尼返回德黑兰，該國也在4月1日正式成为伊斯兰共和国，美国驻伊朗大使馆亦於該年內遭到多支武装组织占领。大使馆人员被短暂扣为人质，随后被伊朗看守政府释放。
1979年4月6日沙利文离开伊朗后，美国驻伊朗大使馆只剩下少部分人留守，由临时代办布魯斯·萊茵金领导館務。萊茵金后来成为伊朗人质危机中被扣留的52个美国人质之一。沙利文回国后，1979年到1986年在哥伦比亚大学的美国会议（American Assembly）担任领导（德怀特·艾森豪威尔在任总统前曾担任该职）。1981年，沙利文出版了《Mission to Iran》一书，回顾他作为驻伊朗大使的经历。1984年，他又出版的自传《Obbligato: Notes on a Foreign Service Career》。后来，他曾在林肯中心、国际中心、美越贸易委员会的董事会任职。
1988年，沙利文被其过去的北越谈判对手、现已成为越南副总理兼外交部长的阮基石提名，参与美越关系正常化的開展。1989年5月，沙利文首次重返越南，会见了阮基石，成立了美越贸易委员会，此后又对兩國关系正常化作出不少贡献。退休之后，他起初定居墨西哥庫埃納瓦卡，后来定居美国华盛顿。他还曾任中国国际问题研究所特邀研究员。
2013年10月11日，沙利文在他91岁生日前一天逝世。他有4个孩子，6个孙辈。